# Comuna Bustuchin, Gorj
Bustuchin este o comună în județul Gorj, Oltenia, România, formată din satele Bustuchin (reședința), Cionți, Motorgi, Nămete, Poiana-Seciuri, Poienița, Pojaru și Valea Pojarului.

## Așezare
Comuna este situată pe cursul superior al râului Amaradia, și este deservită de DN67B, ce străbate comuna de la vest la est, fiind legată de orașul Târgu Cărbunești, și mai departe, în municipiul Târgu Jiu, în vest, și apoi spre Pitești în est.

## Demografie
Componența etnică a comunei Bustuchin
     Români (92,39%)
     Alte etnii (7,61%)
Componența confesională a comunei Bustuchin
     Ortodocși (92,89%)
     Alte religii (0,43%)
     Necunoscută (6,69%)
Conform recensământului efectuat în 2021, populația comunei Bustuchin se ridică la 3.050 de locuitori, în scădere față de recensământul anterior din 2011, când fuseseră înregistrați 3.376 de locuitori. Majoritatea locuitorilor sunt români (92,39%). Din punct de vedere confesional, majoritatea locuitorilor sunt ortodocși (92,89%), iar pentru 6,69% nu se cunoaște apartenența confesională.

## Istorie
La sfârșitul secolului al XIX-lea, comuna Bustuchin nu exista, iar pe teritorul actual al comunei, existau comunele Poiana-Seciurile, Pojarul de Jos și Pojarul de Sus (toate cele trei, făcând parte din plasa Amaradia a județului Gorj). Comuna Poiana-Seciurile era alcătuită din satele Poiana și Seciurile, cu o populație de 765 de locuitori. În comună exista o școală mixtă frecventată de 16 elevi și trei biserici. Comuna Pojaru de Jos era alcătuită din satele Strâmba și Pojarul de Jos, și avea o populație de 796 de locuitori. În comună exista o școală mixtă și două biserici. Comuna Pojaru de Sus era alcătuită doar din satul de reședință cu același nume, având o populație de 976 de locuitori. În comună exista o școală mixtă frecventată de 35 de băieți și trei biserici.
În 1925, este consemnat și satul Bustuchin, iar la acea vreme, făcea parte din comuna Poiana-Seciurile. Satele Pojaru de Sus și Pojaru de Jos se comasează și formează comuna Pojaru, cu reședința fixată în satul Amaradia. Conform Anuarului Socec, cele două comune făceau parte din plasa Hurezani din același județ. Comuna Poiana-Seciurile avea o populație de 1130 de locuitori (în satele Bustuchin, Poiana, Seciurile, și în cătunul Stejarul), iar comuna Pojaru avea o populație de 1010 de locuitori (în satele Amaradia, Strâmba, Zevlecești, și în cătunele Nămete, Gurva și Motorgi).
În anul 1931, satul Bustuchin este transferat comunei Pojaru. Comuna Pojaru era împărțită în satele Bustuchin, Cionți, Motorgi, Nămete, Pojaru, Strâmba și Zăvelcești, în timp ce comuna Poiana-Seciurile era împărțită în satele Poiana, Seciuri, Poienița și Stejaru.
În anul 1950, comuna a fost arondată raionului Gilort a regiunii Gorj, raion care doi ani mai târziu a fost arondat regiunii Craiova, și apoi (după 1960), regiunii Oltenia. Între timp, satul Stejarul este desființat, iar în anul 1964, satul Strâmba din comuna Pojaru, primește numele de Valea-Pojarului.
În anul 1968, comuna a fost transferată la județul Gorj, iar comunele Poiana-Seciurile și Pojaru au fost desființate și înglobate, iar satul Bustuchin formează comuna și reședința cu același nume. Tot atunci, satele Poiana și Seciurile se comasează și formează satul Poiana-Seciurile, iar satul Zevelcești a fost desființat și contopit cu satul Bustuchin.

## Monumente istorice

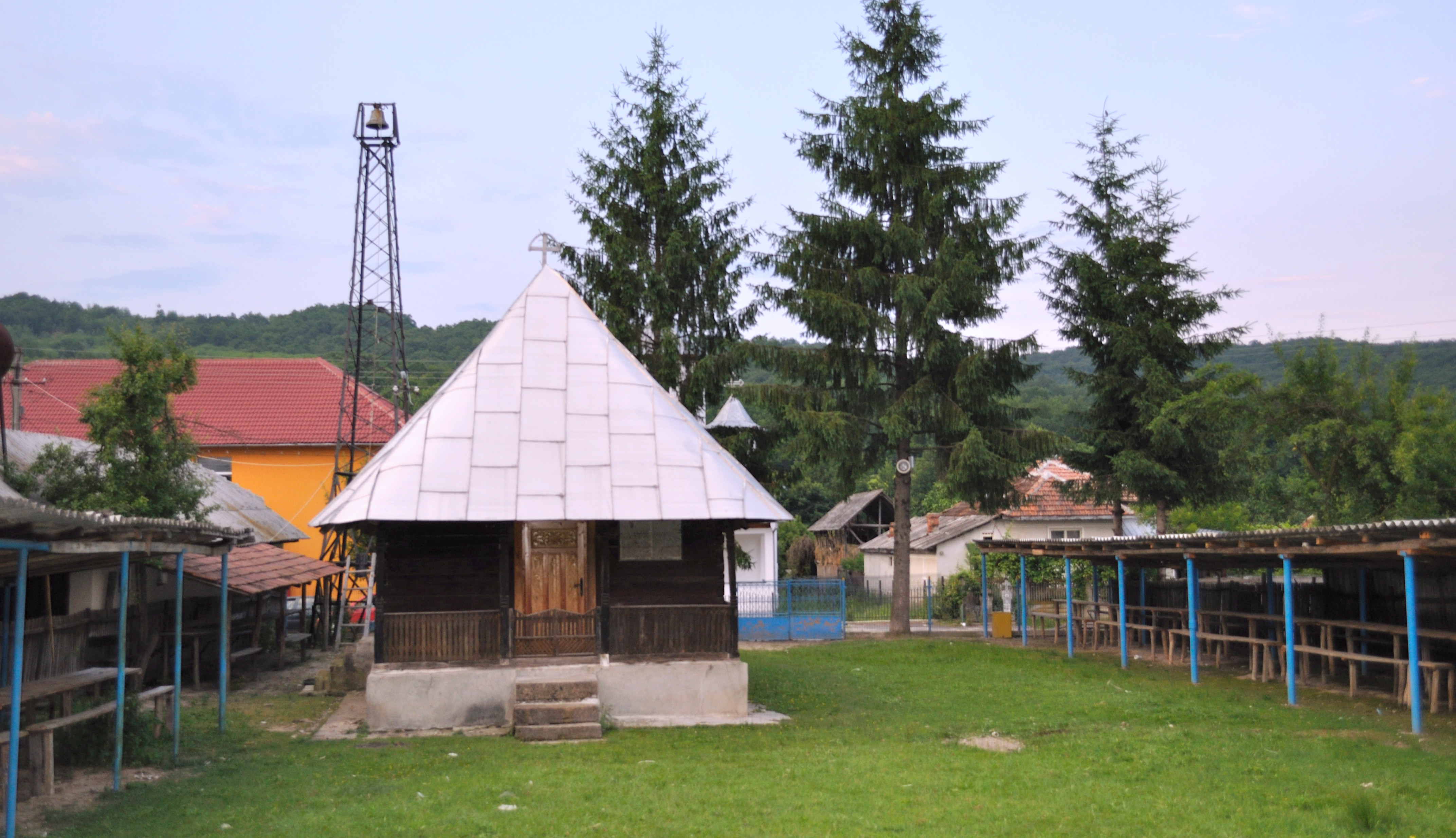
Biserica de lemn din satul Valea Pojarului, unul dintre monumentele istorice din comuna Bustuchin

Două monumente istorice din comuna Bustuchin sunt incluse în lista monumentelor istorice din județul Gorj. Primul este Biserica de lemn „Nașterea Maicii Domnului” din satul Pojaru care datează din anul 1825, iar cel de al doilea, este Biserica de lemn cu același hram, din satul Valea Pojarului, care datează din anul 1737.

## Politică și administrație
Comuna Bustuchin este administrată de un primar și un consiliu local compus din 13 consilieri. Primarul, Ion Ciocea[*], de la Partidul Social Democrat, este în funcție din 1996. Începând cu alegerile locale din 2024, consiliul local are următoarea componență pe partide politice:
|  | Partid                          | Consilieri | Componența Consiliului | Componența Consiliului | Componența Consiliului | Componența Consiliului | Componența Consiliului | Componența Consiliului |
|  | ------------------------------- | ---------- | ---------------------- | ---------------------- | ---------------------- | ---------------------- | ---------------------- | ---------------------- |
|  | Partidul Social Democrat        | 6          |                        |                        |                        |                        |                        |                        |
|  | Uniunea Salvați România         | 3          |                        |                        |                        |                        |                        |                        |
|  | Partidul Național Liberal       | 3          |                        |                        |                        |                        |                        |                        |
|  | Alianța pentru Unirea Românilor | 1          |                        |                        |                        |                        |                        |                        |

## Personalități născute aici
- Scarlat Iriza (1955 - 2023), politician;
- Andreea Munteanu (n. 1998), gimnastă.

## Vezi și
- Biserica de lemn din Valea Pojarului